# (237351) 2235 P-L
(237351) 2235 P-L (2235 P-L, 2003 CA1) — астероїд головного поясу, відкритий 24 вересня 1960 року.
Тіссеранів параметр щодо Юпітера — 3,572.